# Мясников, Матвей Семёнович
Матвей Семёнович Мясников (1710, Синбирск, Синбирский уезд — 1772, Синбирск, Синбирский уезд) — русский предприниматель, симбирский купец, уральский горнозаводчик. Основатель и строитель города Благовещенска и Благовещенского медеплавильного завода (ныне Благовещенский арматурный завод). Брат Ивана Мясникова.

## Биография
Братья Мясниковы — Иван и Матвей были родом из Симбирска. Их отец, Семён Мясников, занимался в Симбирске торговлей мясом, это было родовое занятие, этим и объясняется фамилия Мясниковых. Матвей Мясников владел только одним Благовещенским заводом и тремя мельницами на р. Семёновке и Потехе. Он пытался расширить свои владения строительством железоделательного завода на р. Сим. Успешно справившись с формальностями на строительство этого завода, получив разрешения на его возведение, ему пришлось уступить компаньонам И. Б. Твердышеву и И. С. Мясникову, где они построили Симский железоделательный завод. 4 октября 1762 года Матвей Семёнович Мясников совместно с сызранским купцом Яковом Семёновичем Петровым купили у Ивана (Большого) Мосолова Нязе-Петровский завод за 30 тысяч рублей. Производство возобновилось в 1763 году. Но 25 мая 1765 года, «в полюбовной Петрова и Мясникова сделке, с дозволения Берг-коллегии», Мясников уступил свою половину завода «в вечное и потомственное содержание» Петрову.
М. С. Мясников владел Благовещенским заводом около 15 лет. В 1772 году он умер, оставив завод сыну Ивану, а вместе с заводом и свои долги. Завод пошёл в продажу на аукцион.

## Память
- В 1856 году была выпущена медаль в честь 100-летия завода, основанного Матвеем Мясниковым.
- На арматурном заводе открыт музей, где есть раздел, посвящённый его основателю Матвею Мясникову[6][7].
- В 2011 году на площади у ОАО «Благовещенский арматурный завод» был открыт памятник первому владельцу завода Матвею Мясникову[8][9].

- Современный вид завода
- Памятник основателю города и завода Матвею Семёновичу Мясникову
- Медаль в честь 100-летия завода, основанного Матвеем Мясниковым